# Au jardin - Sous la tonnelle au moulin de la Galette
Au jardin - Sous la tonnelle au moulin de la Galette est un tableau d'Auguste Renoir, peint en 1876 et conservé au Musée des beaux-arts Pouchkine à Moscou.

## Histoire
Le tableau est peint dans son atelier de la rue Cortot à Montmartre pendant l'été 1876 comme un autre de ses chefs-d'œuvre,  La Balançoire.
Ce tableau a fait partie de la collection Ivan Morozov.

## Description
En premier lieu le travail sur la lumière qui filtre à travers le feuillage, ensuite la composition  dense et rayonnante qui organise les personnages, non en lignes horizontales comme dans le bal mais en cercles concentriques, les uns debout, les autres assis, tous regroupés autour de cette petite table, centre de gravité de l'œuvre, pour ne former plus qu'un, la palette chromatique large et profonde structurée autour du jaune orangé comme un soleil irradiant ses chaudes vibrations, et enfin, loin des grandes conventions de la peinture académique, le fait de peindre le personnage au premier plan, une jeune femme à la robe blanche rayée, de trois quarts dos, ce qui accentue la dimension naturelle et spontanée de l'œuvre (comme un cliché de photographe pris sur le vif).